# Фігіг
Фігіг (араб. فجيج, кириліз.: Фіджі́дж) — невелике місто у Східному регіоні Марокко. Лежить біля підніжжя Атлаських гір, на кордоні з Алжиром. Побудоване коло оази місто входить до попереднього списку Світової спадщини ЮНЕСКО.

## Культура

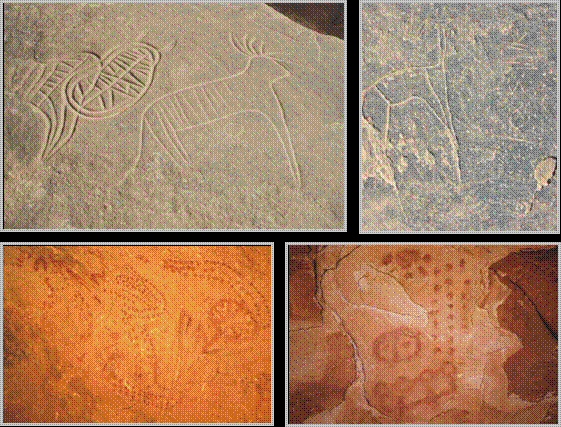
Наскельні зображення поблизу Фігіга

Більшість населення Фігіга становлять бербери, що розмовляють берберською мовою з включенням арабських елементів. Арабську мову знають здебільшого лише чоловіки. На думку французького лінгвіста Рене Бассе, діалект берберської, що на ньому спілкуються у місті, є єдиним з групи діалектів алжирсько-марокканського нагір’я, що зберігся у цій місцевості. До того ж, берберське населення Фігіга поділене на різні племенні групи. Раніше у місті мешкало чимало євреїв, що проживали у меласі — так званому єврейському кварталі.
Берберське населення Фігіга поділене на різні племенні групи, що мають назву «агрем». У місті існують усього сім таких агремів. Люди у цих спільнотах мешкають разом в укріплених домах, що часто зачиняються уночі. Втім, з часом все більше людей покидають традиційні домівлі та селяться у нових будинках.
Місто було збудоване поруч з оазою, де ростуть фінікові пальми, тому фініки є найважливішим продуктом у місцевості. У районі Фігіга вирощують сотні тисяч фінікових пальм. Пшениця також є важливим продуктом для сільського господарства місцевості.
Поблизу Фігіга зберіглося багато зразків петрогліфів часів неоліту. Вони трапляються у багатьох місцевостях регіону, зокрема у сусідньому Алжирі.